# Petxinot de sang
El petxinot de sang o petxina lluenta (Callista chione) és una espècie de mol·lusc bivalve de la família Veneridae. Viu fins als 200 m de fondària en fons sorrencs, des de les Illes Britàniques fins al Mar Mediterrani. És comestible.
La closca es pot fer de gran fins als 11 cm. La closca és de color crema verdós o marronós. L'interior és blanc i rosat. Aquesta espècie pot concentrar la contaminació marina en cas de marees roges, per exemple.